# 무신론자 국제 연합

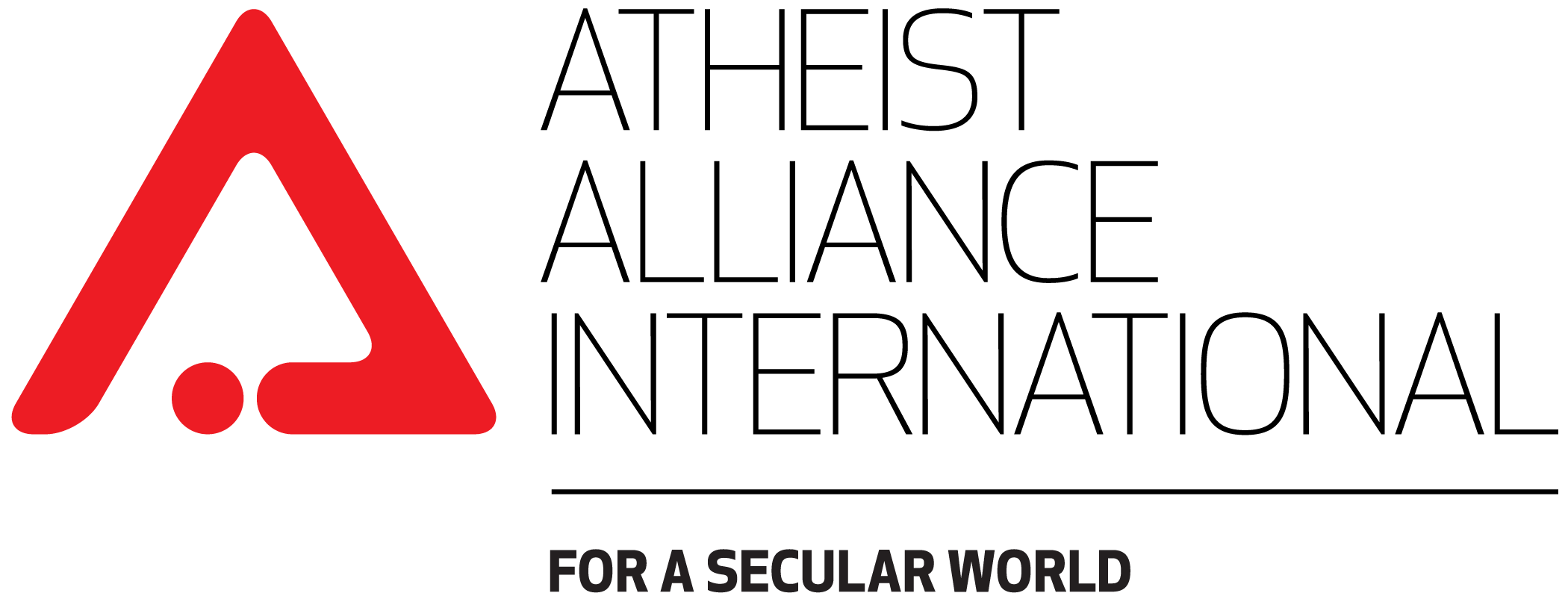
무신론자 국제 연합

무신론자 국제 연합(Atheist Alliance International, AAI)은 전 세계 58개 무신론 협회와 미국의 46개 무신론 협회의 국제 연합 단체이다. AAI는 "민주주의를 위한 무신론 사회의 정착과 부흥" 그리고 "공통 관심 단체 연합을 위한 교육 과정을 통한 이성적인 사고를 진흥"을 목표로 1991년 설립되었다.